# ロッカ・サン・ジョヴァンニ
ロッカ・サン・ジョヴァンニ（イタリア語: Rocca San Giovanni）は、イタリア共和国アブルッツォ州キエーティ県にある、人口約2,300人の基礎自治体（コムーネ）。

## 地理

### 位置・広がり

#### 隣接コムーネ
隣接するコムーネは以下の通り。
- フォッサチェジーア
- ランチャーノ
- サン・ヴィート・キエティーノ
- トレーリオ

## 行政

### 分離集落
ロッカ・サン・ジョヴァンニには以下の分離集落（フラツィオーネ）がある。
- Acquarelli, Foce, Lappeto, Montegranaro, Perazza, Piane di Marche, Piane Favaro, Pocafeccia, Pontone del Signore, Puncichitti, San Giacomo, Santa Calcagna, Tagliaferri, Vallevò, Vetiche, Sterpari, Scalzino

## 文化・観光
「イタリアの最も美しい村」クラブ加盟コムーネである。